# Петър Изамски
Петър Изамски е български католически духовник, администратор на Софийско-пловдивската епархия от 1983 г. до 1988 г.

## Биография
Петър Изамски е роден на 24 ноември 1934 г. в село Балтаджии (днес кв. Секирово на град Раковски). Започва да учи в малката семинария на отците-йезуити в София с ръководител пер Жупан като паралелно с това взима уроци и в класическата гимназия. Поради Втората световна война и настъпилите политически промени след нея, семинарията е затворена и Петър се връща в Пловдив, където продължава гражданското си образование във Втора мъжка гимназия, а духовното като частен ученик на свещениците от Софийско-пловдивската епархия.
Ръкоположен е за свещеник на 25 март 1958 г. от епископ Кирил Куртев. Отец Изамски е първият български католически свещеник, ръкоположен след политическите процеси срещу католическото духовенство през 1952 г. Назначен е за помощник–енорист в пловдивската катедрала „Свети Лудвиг“. Той също се грижи за католиците, обслужвани в пловдивските църкви „Свети Роко“ и „Дева Мария Лурдска“ и енорията „Успение Богородично“ в село Житница.
След смъртта на епископ Добранов до избирането на отец Йовчев за епископ, отец Петър е Апостолически администратор на Софийско-пловдивската епархия.
През 1987 г. е назначен за енорист в енорията „Пресвето сърце Исусово“ в град Раковски. След политическите промени през 1989 г. той строи нов енорийски дом до църквата и работи за връщането на конфискуваните имоти на енорията. Помага на сестрите-францисканки да се установяват в енорията и да изградят манастира „Света Елисавета“.
Отец Петър Изамски умира на 10 юни 2011 г. Погребан е в гробището на кв. Секирово в град Раковски.